# Peribatodes psoralaria
Peribatodes psoralaria là một loài bướm đêm trong họ Geometridae.